# Stadt- und Kreisarchiv Nienburg/Weser
Das Stadt- und Kreisarchiv Nienburg ist das Archiv der Stadt Nienburg und des Landkreises Nienburg in Niedersachsen. Es archiviert amtliches und nichtamtliches Schriftgut, dem ein bleibender historischer oder rechtlicher Wert zukommt, und macht es für die Öffentlichkeit zugänglich. Derzeit (2021) umfasst es ca. 1400 laufende Regalmeter Archivgut.

## Geschichte
Die ältesten im Stadtarchiv erhaltenen Schriftstücke stammen vom Beginn des 14. Jahrhunderts, was auf das Vorhandensein von Schreibern zu dieser Zeit in Nienburg schließen lässt. Das „geheime“, der Öffentlichkeit nicht zugängliche Archiv diente früher vor allem der Rechtssicherheit und der Verwahrung von Finanzunterlagen.
Die ersten schriftlichen Hinweise auf eine Archivtätigkeit stammen aus dem Jahr 1704. Es wurde verfügt, dass „original briefschaften und Documenta“ in einer separaten Lade zu verwahren seien, gesichert mit zwei Schlössern. Einen Schlüssel erhielt der Landsyndicus, den anderen der Bürgermeister der Stadt Nienburg. Mit dem stetigen Anwachsen der Menge an Dokumenten erfolgte ihre Aufbewahrung in Regalen, sogenannten Repositorien. Die Repertorien des historischen Aktenbestands, um 1798 angelegt, dokumentieren die damalige Einteilung in die Bereiche „Regierungssachen“, „Polizei-Sachen“ und „Militärwesen“. In Kriegszeiten sollen die Bestände nach Bremen oder Minden in Sicherheit gebracht worden sein. So berichtet der Heimatchronist Wilhelm Siebert, dass der Schiffer Haefeker die Archivbestände, in 33 Kisten verpackt, 1806 auf seinem Schiff nach Bremen transportiert haben soll. Die historischen Verwaltungsakten bestätigen diesen Bericht: „…wegen einer zu befürchtenden Belagerung und Beschießung der Stadt das Archiv derselben nach Bremen versand worden…“
Seit dem ersten Viertel des 19. Jahrhunderts verstärkte sich das Bewusstsein für die Archive. 1825 forderte die Königliche Großbritannische Hannoversche Landdrostei Berichte über den Zustand der Archive an, den Aufbewahrungsort der „für die Geschichtskunde wichtigen Urkunden“. Daraufhin wurden in Nienburg auch die Akten aus der Zeit nach 1809 geordnet und aufgelistet, wobei ein nicht unerhebliches Problem darin bestand, dass Mitglieder des Magistrats Akten zuhause aufbewahrten.
Kurz vor dem Ende des Zweiten Weltkriegs führten wurde im Frühjahr 1945 ein Teil des Archivs ausgelagert. Nach 1945 wurde das Archiv im Rahmen der Hauptverwaltung der Stadt Nienburg nebenamtlich betreut. Eine Aktennotiz aus dem Jahre 1963 berichtet, dass das Archiv „vollkommen in Unordnung“ geraten sei. 1985 wurde das Stadtarchiv Nienburg formal als eigenes Amt eingerichtet, die Bestände lagerten in verschiedenen städtischen Gebäuden, die für eine archivgerechte Lagerung jedoch nicht geeignet waren. Mit dem Umzug des Stadtarchivs 1993/94 in die „Villa Holscher“ bzw. die frühere Bundeswehrfachschule an der Verdener Straße 24 wurde das Archiv erstmals unter einem Dach vereinigt, und es wurde ein Lesesaal eingerichtet. Auch die Historische Bibliothek und das Bildarchiv des Museums Nienburg fanden im Rahmen einer Vereinbarung mit der Stadt Nienburg dort ihr Domizil. Das Archiv erweiterte sich mit der Übernahme der Archivbestände des Landkreises Nienburg 1999 zum Stadt- und Kreisarchiv Nienburg und ging im Jahr 2002 als Sachgebiet im Fachbereich Kultur der Stadt Nienburg auf.

## Bestände

### Stadtarchiv
Die städtische Überlieferung besteht aus einem Urkunden- und Amtsbücherbestand sowie umfangreichen historischen Aktenbeständen und beginnt mit dem 14. Jahrhundert. Der Bestand wird kontinuierlich aus den Schriftgutabgaben der Verwaltung fortgeführt. Weitere Bestände sind die Niederschriften der städtischen Gremien, die Melderegister, die Kartensammlung und die Amtsdrucksachen mit der historischen Verwaltungsbibliothek, Gesetzestexten, Broschüren und Zeitschriften. Im Jahre 2007 wurde zudem das Archiv der Fachhochschule Nienburg mit Unterlagen ab den 1850er Jahren übernommen. Die Fachhochschule, die 2009 schloss, geht auf die 1853 gegründete Königliche Baugewerkschule Nienburg zurück. 2009 gelangte mit den Personenstandsregistern und den Sammelakten eine „neue“ Archivaliengruppe in das Archiv. Zudem werden audiovisuelle Medien wie Fotos, Filme und Tonträger, die Plakatsammlung, eine Zeitungssammlung und die Pressedokumentation, bestehend aus Zeitungsausschnitten zu den relevanten Themen der Stadtgeschichte in Sammlungen aufbewahrt.

### Kreisarchiv
Um eine Auslagerung nach Hannover zu vermeiden, beschlossen 1999 Stadt und Landkreis Nienburg, das Archivgut des Landkreises im Stadtarchiv zu verwahren. Bis zu Beginn der 1980er Jahre sind die archivwürdigen Unterlagen der früheren Ämter bzw. der Kreise Nienburg und Stolzenau an das Niedersächsische Hauptstaatsarchiv abgegeben worden. Dann entschloss sich der Landkreis Nienburg, die bis dato verbliebenen Altaktenbestände in einem eigenen Archiv aufzubewahren. Der Kernbestand umfasst Archivgut der früheren Ämter Stolzenau, Uchte und Nienburg sowie der Landkreise Stolzenau und Nienburg mit Unterlagen ab 1885, dem Jahr der Kreisgründung. Die Bestände der Ämter reichen bis in das 17. Jahrhundert zurück, die älteste Akte stammt aus dem Jahr 1579. Derzeit (2021) sind in das Kreisarchiv die Personenstandsregister aller Landkreisgemeinden übernommen worden, ein Bestand von rund 80 laufenden Metern. Damit hat das Kreisarchiv insgesamt einen Umfang von 300 laufenden Metern. Von besonderer Bedeutung für die Regionalgeschichte ist der Bestand zwischen 1920 und 1950, da vor allem die Überlieferung aus der Zeit des Nationalsozialismus im städtischen Archivbestand lückenhaft erhalten ist.

### Archiv des Chorverbandes Niedersachsen-Bremen
Der Chorverband Niedersachsen-Bremen und die Stadt Nienburg schlossen anlässlich des Sängertages in Nienburg im Jahre 1994 einen Vertrag über die Archivbetreuung. Der Verband ist die Mitglieds- und Dachorganisation für etwa 1100 Chöre und Gesangsvereine. Das Archiv bewahrt Protokollbücher, Plakate, Fotografien, Medaillen, Ehrennadeln, Noten, Chroniken, Presseartikel, Schriftverkehr und historische Fahnen der Vereine auf.

### Archiv der Heimatkreisgemeinschaft Bartenstein / Ostpr. e.V.
Das Bartenstein-Archiv (auch „Heimatsammlung“) enthält Objekte aus dem ostpreußischen Bartenstein (heute Bartoszyce). Die Stadt Nienburg hat die Patenschaft für die früheren Einwohner von insgesamt sechs Städten übernommen. Die Sammlung an Erinnerungsstücken und Dokumenten wird ehrenamtlich von Mitgliedern der Heimatkreisgemeinschaft Bartenstein (Ostpr.) e.V. betreut und für regelmäßige Treffen in Nienburg geöffnet.